# 权天使

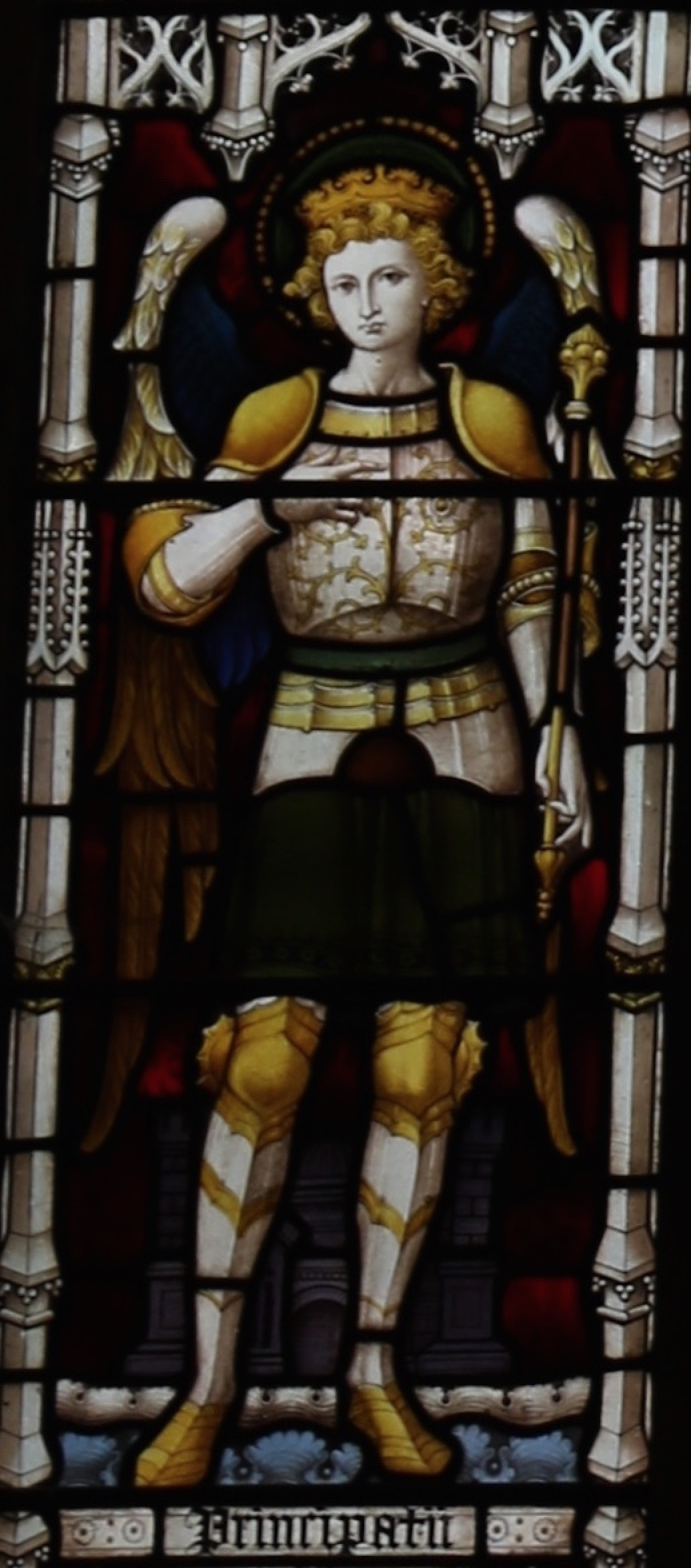
權天使，彩繪玻璃窗，位於英格蘭索莫頓 (索美塞特郡)的聖米迦勒暨諸天使堂 (索莫頓)。

權天使見於哥羅森書一章16節及厄弗所書一章21節，天主教譯作率領者，基督新教譯作執政的，東正教譯作宰制天使，第三級第一等天使，其工作為掌管保衛國家，並決定人世間的統治者，政治、軍事、經濟等都是其自掌管的範圍，也因此有不少權天使是由異地異族的神祇轉化而來的，尼斯洛克（亞述帝國的鷲頭神祇）乃天界權天使中具盛名的戰將。在《失樂園》中有敘述到權天使直接領導天使軍團和惡魔軍團作戰。
此外主天使（Dominions）也有被譯作權天使的情况。
在現代中文譯本（修訂版）聖經但以理書10:13經文中寫到：於是他說：「但以理呀，不要怕。自從第一天你謙卑地在上帝面前祈求明白這異象的意思，祂就垂聽你的禱告。我就是來為你解釋的。但是波斯的護國天使（基督教和合本译为为魔君，甘大武拉丁文圣经译为Princep (王子），七十士希腊文译本译为Ruler （统治者）。下同）攔阻我，使我耽擱了二十一天。」和10:20-21中的經文寫到：他說：「你知道我為什麼到這裡來嗎？我來是要把真理書上所寫的啟示給你。現在我必須回去，跟波斯的護國天使作戰。以後，希臘的護國天使要出現。除了守護以色列的天使米迦勒，沒人能幫助我。」皆曾提到護國天使一詞，可能指的就是權天使。